# Ken Hoang
Pour les articles homonymes, voir Hoang.
Ken Hoang (né le 10 octobre 1985), plus connu sous les pseudonymes Ken, SephirothKen et Liquid`Ken, est un joueur professionnel américain de Super Smash Bros. Melee. Il joue le personnage de Marth dans Melee et est connu pour son style de jeu agressif. Sa domination mondiale avec le personnage s'est traduite entre autres par le nom du "Ken Combo". Il a également participé à la démocratisation du "dashdancing", une technique de mouvement s'appuyant sur des allers-retours rapides et devenue une des techniques les plus répandues du jeu en compétition.
Pendant la saison 2004-2005, il gagne les championnats nationaux de Major League Gaming, en 2007 il remporte le tournoi mondial Evolution Championship Series (EVO), et il reste plusieurs années en tête du classement américain du jeu. Il est également champion du monde pendant plusieurs années avec des victoires contre plusieurs des meilleurs joueurs japonais.
Hoang est le joueur de Super Smash Bros. Melee avec le ratio victoires/défaites le plus élevé en tournoi majeur entre 2003 et 2007. Ses trois ans de domination lui valent le surnom de The King of Smash (littéralement "le roi de Smash") auprès de la communauté. Son personnage principal est Marth, bien qu'il joue Fox à l'occasion. Il apparaît brièvement dans l'émission True Life: I'm a Professional Gamer de MTV. En 2008, il arrête de jouer à Melee. Il reprend le jeu en 2012 et rejoint, aux côtés de l'autre vétéran Daniel "KoreanDJ" Jung, la Team Liquid.
Il arrive en cinquième position de l'émission Survivor: Gabon, à l'automne 2008.

## Carrière àSuper Smash Bros.
Hoang commence à jouer à Super Smash Bros. dès sa sortie sur Nintendo 64, mais ne participe jamais à un tournoi de ce jeu.
Il est déjà réputé comme meilleur joueur de Super Smash Bros. Melee de sa ville quand il participe à son premier tournoi. À ce premier tournoi, le format est un "free-for-all" de quatre joueurs, plutôt qu'un joueur contre un autre. Les autres joueurs font équipe contre Hoang pour l'éliminer.
En 2003, il participe à son premier tournoi majeur, au sein du circuit Tournament Go (TG). Dans ce quatrième tournoi du circuit (TG4), Hoang gagne le tournoi simples et perd en doubles contre les gagnants des deux premiers volets.
Sept mois plus tard, en août 2003, Hoang remporte le TG5. C'est le premier tournoi auquel il joue en double avec Joel "Isai" Alvarado. C'est leur première victoire en doubles, et ils ne perdront pas un seul set en deux ans et demi. À MLG Chicago, en juillet 2006, ils perdent contre Azen et Chillindude829 et arrivent deuxième. Ils prennent cependant leur revanche à MLG Orlando avec un score de 6-3 le mois suivant.
En deux ans, le pire résultat en tournoi de Ken est au TG6 en août 2004, où il arrive 9e sur 128 compétiteurs. Il part au Japon pendant les étés 2005 et 2006, et il y bat des joueurs d'envergure internationale comme Aniki, Captain Jack, Masashi, Bombsoldier, Korius, et Mikael. En 2008, il annonce la fin de sa carrière compétitive, mais reste un joueur emblématique de Super Smash Bros. Melee pendant plusieurs années par la suite.
En 2012, il reprend le jeu et arrive 33e au tournoi international Kings of Cali. Il participe ensuite à plusieurs tournois, y compris l'EVO 2013, à l'époque le plus grand tournoi de l'histoire de Smash : il arrive 49e sur 696 participants. En 2013, sa carrière est racontée dans la série documentaire The Smash Brothers. À la fin de l'année, il est classé dernier du top 100 mondial de Melee.
En 2014, il est sponsorisé par Team Liquid aux côtés de KDJ. Il remonte à la 58e place mondiale. En 2015, il est 52e mondial, mais en 2016 il retombe à la 87e place.

## Survivor: Gabon
En août 2008, Hoang choisit de participer à Survivor sur la chaîne américaine CBS,. Il estime n'avoir aucune chance, mais espère que sa position de challenger lui permettra d'avoir le soutien du public.
Hoang rejoint l'équipe Fang dans le premier épisode. Son équipe gagne seulement un défi d'immunité sur six, et il frôle plusieurs fois l'élimination. Il se lie immédiatement d'amitié avec Michelle Chase, qui est renvoyée dès la fin du premier épisode. Pendant le deuxième Conseil, Gillian Larson vote contre lui, mais tous les autres choisissent d'éliminer Larson. Il remporte le seul totem d'immunité de son équipe contre le professeur de physique Bob Crowley. Son adversaire commence avec de l'avance prise pendant la première section du défi, mais il réussit à résoudre l'énigme en premier.
Après la fusion des équipes, il rejoint cette nouvelle équipe globale, l'équipe "Nobag", un nom qu'il a inventé. Il arrive finalement cinquième.

## Vie personnelle
La famille de Hoang est d'origine vietnamienne.
Ken étudie à l'université d'État de Californie à Long Beach où il obtient une licence en illustration. Il aime raconter que l'argent qu'il a gagné en compétition de Super Smash Bros. Melee lui a payé ses études.